# Obstipispora chewaclensis
Obstipispora chewaclensis är en svampart som beskrevs av R.C. Sinclair & Morgan-Jones 1979. Obstipispora chewaclensis ingår i släktet Obstipispora, divisionen sporsäcksvampar och riket svampar.   Inga underarter finns listade i Catalogue of Life.